# План Одендаала

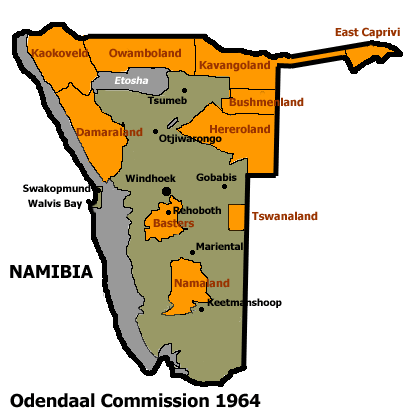
План Одендаала. Хоумленди виділені жовтим кольором

У 1962 році комісія під головуванням Фокса Одендаала запропонувала уряду Південно-Африканської Республіки в рамках здійснення політики апартеїду створити для корінних народів південно-Західної Африки етнічні «батьківщини» — хоумленди (англ. homelands), відомі також під назвою бантустанів, в яких вони могли б зберегти свою самобутність і отримати більш ефективний політичний та господарсько-економічний розвиток за відсутності конкуренції з білими підприємцями.

## Хоумленди

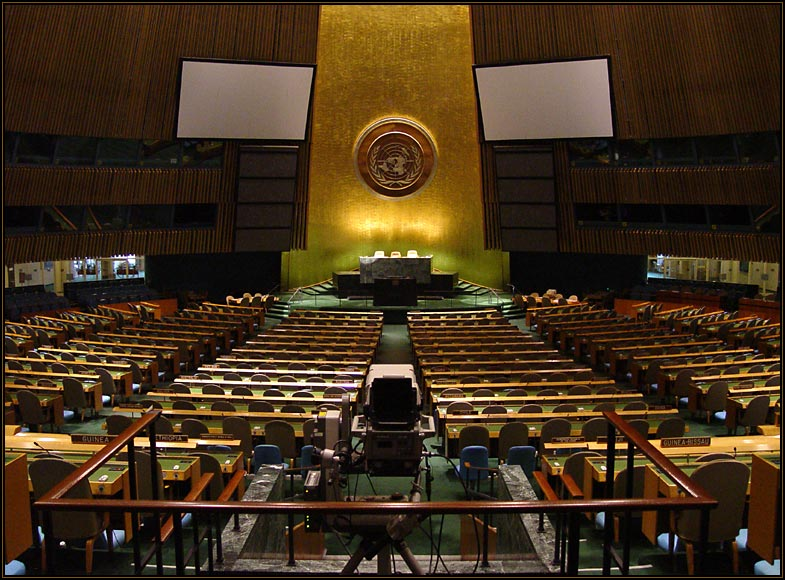
На засіданні Генеральної Асамблеї ООН було прийнято рішення про відхилення плану Одендаала

За рішенням «Комісії Одендаала» було створено 10 хоумлендів:
| Ім'я                                                    | Прапор                                                                    | Рік заснування             | Народ    | Статистика населення (1964) | Площа      | Столиця       |
| ------------------------------------------------------- | ------------------------------------------------------------------------- | -------------------------- | -------- | --------------------------- | ---------- | ------------- |
| Бушменленд                                              |                                                                           | 1970                       | Бушмени  | 12000                       | 23927 км²  | Цумкве        |
| Дамараленд                                              |                                                                           | 1970                       | Дамара   | 44000                       | 47990 км²  | Омаруру       |
| Герероленд                                              |                                                                           | 1968                       | Гереро   | 44000                       | 58997 км²  | Окаханджа     |
| Каоколенд                                               |                                                                           | 1970                       | Хімба    | 5000                        | 48982 км²  | Опуво         |
| Каванголенд                                             |                                                                           | 1970 Автономія з 1973 року | Окаванго | 28000                       | 41701 км²  | Рунду         |
| Намаленд                                                |                                                                           | 1980                       | Нама     | 35000                       | 21677 км²  | Кітмансхуп    |
| Східний Капріві У 1976 році був перейменований в «Лозі» | Прапор Східного Капріви до 1977 року · Прапор східного Капріві після 1977 | 1972 Автономія з 1976 року | Лозі     |                             |            | Катіма-Муліло |
| Овамболенд                                              |                                                                           | 1968 Автономія з 1976 року | Овамбо   | 239 000                     |            | Ондангва      |
| Рехобот також «Бастерленд»                              |                                                                           | 1976                       | Бастер   | 21439 (1991)                | 13 860 км² | Рехобот       |
| Тсваналенд                                              |                                                                           | 1968                       | Тсвана   | 10000                       | 1554 km²   | Амінуіс       |